# Daniele Vicari
Daniele Vicari (Castel di Tora, 26 febbraio 1967) è un regista e sceneggiatore italiano.

## Biografia
Daniele Vicari nasce a Castel di Tora e i suoi genitori si trasferiscono a Collegiove, entrambi i paesi sono in provincia di Rieti, il 26 febbraio 1967. Dopo aver frequentato un istituto tecnico di Avezzano e aver conseguito il diploma tecnico a Roma, cambia il percorso di formazione laureandosi in Lettere e Filosofia, con una tesi in "Storia e Critica del cinema" presso l'Università degli Studi di Roma "La Sapienza". Collabora dal 1990 al 1996 come critico cinematografico con la rivista Cinema Nuovo, e dal 1997 al 1999 con la rivista Cinema 60. Realizza così i suoi primi cortometraggi: Il nuovo, in 16 millimetri, seguito poi da Mari del Sud. Nel 1997, collabora con Guido Chiesa, Davide Ferrario, Antonio Leotti e Marco Simon Puccioni, nel documentario Partigiani, che racconta la lotta al nazismo e al fascismo della cittadina emiliana di Correggio (Reggio Emilia).
Il documentario sociopolitico diventa per Vicari un filone dirigendo nel 1998 quattro mediometraggi:  Uomini e lupi, ritratto sulla vita dei pastori del Gran Sasso e di seguito Bajram. Poi realizza Comunisti, incentrato sul caso don Pessina, un sacerdote ucciso per mano di partigiani comunisti nell'Italia dell'immediato dopoguerra; Sesso, marmitte e videogames è un'acuta critica sulle passioni automobilistiche degli italiani. Nel 1999, dopo aver collaborato a Non mi basta mai, storia di cinque operai licenziati dalla FIAT nel 1980, dirigerà Morto che parla, dedicato all'attore pasoliniano Mario Cipriani, protagonista nel 1963 de La ricotta e presente anche in Accattone.
Nel 2002, con Velocità Massima, partecipa in concorso alla 59ª Mostra internazionale d'arte cinematografica di Venezia, vincendo il "Premio Pasinetti"., mentre l'anno successivo vince il David di Donatello come miglior regista esordiente. Il film si aggiudica anche altri riconoscimenti come il Premio Pasinetti a Venezia ed il Gran Premio al Festival di Annecy. 
Nel 2005, con L'orizzonte degli eventi, partecipa al Festival di Cannes nella sezione Semaine de la Critique. 
Nel 2007, con il documentario Il mio paese, riceve un secondo David di Donatello per il miglior documentario di lungometraggio. Nel 2007 realizza con Theblogtv e Vivo Film il documentario partecipato Il mio paese 2.0, primo esperimento in Europa di film web partecipato dagli utenti. Nel 2008 presenta al Festival di Roma Il passato è una terra straniera, film con Elio Germano e trasposizione del romanzo di Gianrico Carofiglio, con lo stesso film riceve al Miami film festival il premio per il miglior film e miglior attore protagonista a Michele Riondino.
Nel 2012, con il film Diaz - Don't Clean Up This Blood vince ex aequo il Premio del pubblico al Festival di Berlino, insieme a Parada del serbo Srdjan Dragojevic. Il film, incentrato sulle tristi vicende del G8 di Genova, si aggiudica quattro David di Donatello, e numerosi premi internazionali.
Il suo film La nave dolce è stato presentato il 2 settembre come evento speciale fuori concorso alla 69ª mostra del cinema di Venezia ove si è aggiudicato il "Premio Pasinetti".
Nel 2017 realizza Sole cuore amore, ricevendo il Premio de Santis e il nastro d'argento per la legalità.
Nel 2018 realizza per Rai 1 Prima che la notte ricevendo il secondo nastro d'argento per la legalità.
Nel 2019 pubblica con Einaudi il suo primo romanzo Emanuele nella battaglia, Premio Ravesi 2020 "Dal testo allo schermo"; Primo Premio della Fondazione Megamark 2020; candidato al PREMIO STREGA edizione 2020; invitato al Premio Campiello; candidato al Premio Napoli; finalista al premio Severino Cesari 2020.
Nel 2020 fonda con Andrea Porporati e Francesca Zanza la casa di produzione Kon-Tiki film.
È fondatore e direttore artistico della Scuola d'arte cinematografica Gian Maria Volonté: una scuola pubblica e gratuita della Regione Lazio, istituita nel 2011, che rappresenta oggi un polo formativo di riconosciuta eccellenza per le professioni del cinema.

## Vita privata
È sposato con la regista Costanza Quatriglio: ha una figlia di nome Margherita.

## Filmografia

### Regista
- Il nuovo - cortometraggio (1991)
- Mari del sud - cortometraggio (1993)
- Partigiani - documentario (1997)
- Uomini e lupi - documentario (1998)
- Comunisti - documentario (1998)
- Bajram - documentario (1998)
- Non mi basta mai - documentario (1999)
- Morto che parla - cortometraggio (2000)
- Velocità massima (2002)
- L'orizzonte degli eventi (2005)
- Il mio paese - documentario (2006)
- Il mio paese 2.0 - documentario partecipato (2007)[7]
- Il passato è una terra straniera (2008)
- Diaz - Don't Clean Up This Blood (2012)
- La nave dolce - documentario (2012)
- UnoNessuno (2015)
- Sole cuore amore (2016)
- Prima che la notte - film TV (2018)
- L'Alligatore - serie TV (2020)
- Aria  - serie TV (2020)
- Safari Njema, co-regia con Guido Calanca - documentario (2020)
- Il giorno e la notte (2021)
- Orlando (2022)[8]
- Fela, il Mio Dio vivente, documentario (2023)

#### Videoclip
- Mai più io sarò saggio, 99 Posse (2012)
- Chitarra nera, Vasco Brondi (2021)

## Pubblicazioni

### Narrativa
- Emanuele nella battaglia, Torino, Einaudi, 2019. ISBN 978-88-06-24132-2.

### Saggi
- L'alfabeto dello sguardo. Capire il linguaggio audiovisivo, con Antonio Medici, Roma, Carocci, 2005 ISBN 88-7466-124-X
- Il cinema, l'immortale, Vele, Einaudi 2022 ISBN 9788806251437

## Riconoscimenti
- 2023: Premio Fondazione Padula, sezione Vincenzo Talarico
- 2023: Premio BFF Cineasta dell'anno a Michele Placido  per Orlando ed altro
- 2023: Nastro d'argento speciale a Michele Placido per Orlando
- 2023: 2 Candidature Nastro d'argento per ORLANDO,  miglior soggetto e migliore colonna sonora.
- 2023: Arthouse Award, miglior film drammatico 2023 per ORLANDO https://www.cinemafarnese.it/movie/farneselive/ Archiviato il 30 maggio 2023 in Internet Archive.
- 2023: Festival du Cinema Mediterraneen de Tétouan (Maroc), Omaggio[9]  a Daniele Vicari
- 2022: Premio PerSo per Safari Njema
- 2021: Leone di vetro ad Alligatore quale la migliore serie tv
- 2020: Primo Premio della Fondazione Megamark 2020 per il romanzo Emanuele Nella Battaglia
- 2020: Premio Ravesi "Dal testo allo schermo" per il romanzo Emanuele nella Battaglia
- 2019: Premio Chioma di Berenice – migliore regia (Prima che la notte)
- 2018: Ischia film Festival – premio del pubblico al miglior film (Prima che la notte)
- 2018: Premio Nastro d’Argento per la Legalità (Prima che la notte)
- 2018: Prix du jury Etudiants, Festival du film Italien Toulouse (Prima che la notte)
- 2016: Premio speciale centenario Giuseppe De Stantis "Dolly d’oro" (Sole Cuore Amore)
- 2016: Premio Nastro D’Argento "cinema civile"  (Sole Cuore Amore)
- 2013: Premio alla Carriera, Festival di Bellaria
- 2013: Premio Mario Gallo (La nave dolce)
- 2012: Festival di Berlino – Premio del pubblico (ex aequo, Diaz – Don't Clean Up This Blood)
- 2012: Festival di Valladolid premio del pubblico (Diaz – Don't Clean Up This Blood)
- 2012: Festival di Bastia Premio della Giuria Miglior Film (Diaz – Don't Clean Up This Blood)
- 2012: 3 Nastri d’argento produttore, fonico, montatore (Diaz – Don't Clean Up This Blood)  1
- 2012: 13 Candidature David di Donatello (Diaz – Don't Clean Up This Blood)
- 2012: 4 David di Donatello produttore, fonico, VFX, montatore (Diaz – Don't Clean Up This Blood)
- 2012: Premio Ciak miglior film italiano 2012 (Diaz – Don't Clean Up This Blood)
- 2012: Premio Fice miglior regista 2012 (Diaz – Don't Clean Up This Blood + La nave dolce)
- 2012: Biografilm Lancia Award per La nave dolce (ex aequo Spike Lee)
- 2012: Mostra del cinema di Venezia – Premio Francesco Pasinetti al miglior documentario (La nave dolce)
- 2012: Subverive Film Festival – Wild Dreamer for Best documentary Film (La nave dolce)
- 2012: Madrid Italian Film Festival 2012: Documentales – special mention (La nave dolce)
- 2012: Premio Sergio Leone, Festival di Annecy   (Diaz + La nave dolce)
- 2009: Miami Film Festival – Grand Jury Prize World Competition + miglior attore Michele Riondino (Il passato è una terra straniera)
- 2007: David di Donatello – miglior documentario di lungometraggio (Il mio paese)
- 2007: Premio Pasinetti per l’attualità giornalistica (Il mio paese)
- 2002: Mostra di Venezia – FEDIC Award + Premio Francesco Pasinetti al miglior film (Velocità massima)
- 2005: premio filmcritica-Umberto Barbaro (per il libro Alfabeto dello sguardo)[10]
- 2003: David di Donatello – miglior regista esordiente (Velocità massima)
- Premio FEDIC migliore opera prima (Velocità Massima)
- Premio Città di Roma cinema Latino (Velocità Massima)
- 2002: Festival di Annecy – Grand prix Annecy Cinéma Italien + Premio miglior film + Premio miglior attore a Valerio Mastandrea (Velocità massima)
- 2002: FESTIVAL DI SIVIGLIA – Migliore regia (Velocità Massima)
- 2002: Premio "Zanca", Anec  (ass. esercenti cinematografici italiani): migliore opera prima 2002 (Velocità Massima)
- 2002: Ciak d'Oro 2003 per la migliore opera prima e miglior montaggio (Velocità massima)[11]
- 2002: Nastro d'Argento 2003 miglior montaggio a Marco Spoletini (Velocità massima)
- 2002:  Festival di Pescara: miglior film (Velocità massima)
- 2002: Vieste film festival: migliore opera prima (Velocità massima)
- 2002: Premio Amidei (Gorizia): migliore opera prima (Velocità massima)
- 2002: Premio Cinemavvenire migliore opera prima (Velocità massima)
- 2000: Menzione speciale al MedFest (Sa) (per il documentario "Bajram")
- 2000: Primo premio "I duellanti Film Festival", Tivoli (RM) (Uomini e lupi)
- 1999: Menzione speciale del premio "Cipputi" al Torino Film Festival 1999 (Non mi basta mai)
- 1999: Premio per il miglior cortometraggio documentario al festival "Scrittura e immagine" (Pe) (Bajram)
- 1998:  Premio AICS (Associazione Italiana della Cinematografia Scientifica) come miglior giovane regista 1999"
- 1998: Premio Sacher  (Uomini e Lupi)